# Isabel de Madariaga
Isabel Margaret De Madariaga (Glasgow, 27 agosto 1919 – Londra, 16 giugno 2014) è stata una storica britannica.

## Biografia
Figlia minore del diplomatico spagnolo Salvador de Madariaga, visse in Gran Bretagna dove il padre antifranchista si era esiliato dopo la guerra civile spagnola.
Prima donna a iscriversi nella scuola londinese di slavistica ed Europa orientale (School of Slavonic and East European Studies - SSEES) di Londra, si laureò a Oxford durante la seconda guerra mondiale. Negli stessi anni lavorò presso la BBC, dove conobbe l'avvocato Leonard Schapiro, che divenne suo marito. Si addottorò nella London School of Economics nel 1959. Insegnò russistica in varie università britanniche. Scrisse diversi saggi riguardanti la storia russa, in particolare su Caterina la grande e su Ivan il terribile.

## Opere
- Britain, Russia, and the Armed Neutrality of 1780: Sir James Harris's Mission to St. Petersburg During the American Revolution, 1962
- Opposition: Past and Present of a Political Institution, con Ghița Ionescu, 1968.
- Politics and Culture in Eighteenth-Century Russia, 1998.
- Caterina di Russia (Russia in the Age of Catherine the Great, 1981), traduzione di Enrico Basaglia e Michela Zernitz, Biblioteca di cultura storica n.169, Torino, Einaudi, 1988, ISBN 978-88-065-9634-7. - nuova ed. col titolo Caterina la Grande e la Russia del suo tempo, Nota dell'Autrice per l'edizione del 2002, Collana Piccola Biblioteca. Nuova serie, Torino, Einaudi, 2021, ISBN 978-88-062-0853-0.
- Ivan il Terribile (Ivan the Terrible: First Tsar of Russia, 2005), traduzione di Raffaella Fagetti, Biblioteca di cultura storica n.258, Torino, Einaudi, 2006, ISBN 978-88-061-7901-4.